# Vrachonisís Dragonéra
Vrachonisís Dragonéra är en ö i Grekland.   Den ligger i regionen Attika, i den södra delen av landet, 200 km söder om huvudstaden Aten. Arean är 0,57 kvadratkilometer.
Terrängen på Vrachonisís Dragonéra är platt. Öns högsta punkt är 27 meter över havet. Den sträcker sig 0,8 kilometer i nord-sydlig riktning, och 1,1 kilometer i öst-västlig riktning.